# Ред љиљана
Ред љиљана је 1439. године основао Рене Анжујски од групе шкотских витезова и разних војника који су отишли у Француску како би се борили против Енглеза у Стогодишњем рату. 
Шкоти су носили знак љиљана на левој страни груди како би истакли своју оданост Француској. Борили су се раме уз раме са Јованком Орлеанком и Ренеом Анжујским у Орлеану. Из овог реда су проистекли нпр. Шкотска гарда (Garde du Roi & Garde de Corps du Roi), Жандарми (Gendarmes Ecossais), Compagnie des Gentilhommes Ecossais, као и Ordre du Lys.